# Scheidung auf italienisch
Scheidung auf Italienisch ist ein italienischer Film des Regisseurs Pietro Germi aus dem Jahr 1961, der auf Sizilien spielt.

## Handlung
Der sizilianische Baron Ferdinando Cefalù ist seiner Ehefrau überdrüssig. Er sehnt sich danach, seine sechzehnjährige Cousine Angela (gespielt von der damals fünfzehn Jahre alten Stefania Sandrelli) als Geliebte zu gewinnen. In seiner Fantasie hat er seine Frau bereits mehrfach umgebracht, denn eine Scheidung ist nach dem damaligen italienischen Eherecht unmöglich.
Durch eine Zeitungsmeldung, nach der ein Mord aus Eifersucht in diesem Fall milde bestraft wurde, kommt der Baron auf die Idee, seine Frau in die Arme eines Liebhabers zu treiben – was schließlich auch gelingt: Seine Frau brennt mit dem Maler durch, der die Deckenfresken seines Palazzo restaurieren soll. Er reist dem Paar hinterher und trifft dort überrascht auf die Frau des Malers, die soeben ihren Ehemann erschossen hat. Danach erschießt er seine Frau, wofür er 18 Monate ins Gefängnis muss. Nach verbüßter Strafe ist er endlich frei für Angela, die ihn jedoch schon auf der Hochzeitsreise (so die Schlusseinstellung des Films) mit einem jungen Matrosen betrügen wird.

## Hintergrund
Hinter der Fassade der Komödie versteckt sich eine bitterböse Satire auf das damalige italienische Eherecht. Die Möglichkeit der Ehescheidung wurde in Italien erst 1970 eingeführt, vorher konnte eine Ehe grundsätzlich nicht geschieden werden. Einer Scheidung stand also nicht nur der gesellschaftliche Zwang entgegen, wie ein heutiger Betrachter des Films vielleicht vermuten könnte, sondern eine Scheidung war tatsächlich rechtlich unmöglich. Die beißende Kritik des Films wurde sowohl vom damaligen Publikum als auch von der Kirche sehr wohl verstanden.

## Kritiken
„Bewundernswert ist der Ideenreichtum des Drehbuchs“, befand Moviemaster. So werde auf „zahllose verschiedene Arten […] der Tod Rosalias herbeigedacht und dann auch visualisiert – kaum liest Ferdinando z. B. über die Weltraumfahrt in der Zeitung, schon sieht der Zuschauer Rosalia mit einer Rakete zum Mond geschossen“. Für das Lexikon des internationalen Films war Scheidung auf Italienisch eine „routiniert ins Bild gesetzte amüsante Komödie mit schwarzem Humor als Pamphlet gegen die italienische Ehe- und Strafgesetzgebung der damaligen Zeit“.

## Auszeichnungen
Der Film erhielt 1963 einen Oscar für das „Beste Originaldrehbuch“, Marcello Mastroianni und Pietro Germi waren ebenfalls nominiert. Marcello Mastroianni und der Film als „Bester fremdsprachiger Film“ gewannen 1963 zudem einen Golden Globe Award. Bei den Filmfestspielen von Cannes erhielt der Film 1962 den Preis für die beste Komödie. Marcello Mastroianni wurde außerdem 1964 in der Kategorie „Bester ausländischer Darsteller“ mit dem British Academy Film Award ausgezeichnet.